# Brücke von Saratow
Die Brücke von Saratow (russisch Саратовский мост) überquert die Wolga und verbindet die russischen Städte Saratow und Engels. Bei ihrer Eröffnung im Jahr 1965 war sie mit einer Länge von 2803,7 m die längste Brücke Europas, bis sie Ende 1965 von der Zeelandbrug abgelöst wurde. Daneben existieren noch eine ältere Eisenbahnbrücke (Baujahr 1935) sowie eine neue Straßenbrücke mit einer Gesamtlänge von fast 5 Kilometern.

## Geschichte
Eine Verbindung zwischen dem rechten und linken Wolgaufer und den jeweiligen Siedlungen war schon seit der Besiedlung der Region von großer Bedeutung. Die technischen Einschränkungen sowie die mit mehreren Kilometern enorme Breite der Wolga in diesem Gebiet machten den Bau einer solch großen Brücke für lange Zeit unmöglich.
Seit etwa 1900 bemühte sich die Rjasan-Ural-Eisenbahngesellschaft (Рязанско-Уральская железная дорога) um staatliche Mittel sowie Mittel der Stadt Saratow zum Bau einer Eisenbahnbrücke zur Verbindung ihrer beiderseits der Wolga betriebenen Strecken. Es kam jedoch zu einem Streit um die günstigste Lage der Brücke, stadtnah oder an der schmalsten Stelle der Wolga etwa 14 km stromabwärts südlich des Dorfes Ukek (gehört heute zum Stadtgebiet). Zwischenzeitlich wurden noch andere Varianten in Betracht gezogen, sodass sich das Projekt immer wieder verzögerte.
Am 25. März 1917 bestätigte die Provisorische Regierung schließlich das Projekt einer zweigeschossigen (Eisenbahn und Straße) Brücke in Zentrumsnähe. Doch schon im Juli 1917 befand eine Kommission, dass der Bau zweier Brücken – einer Straßenbrücke nahe der Stadt und einer Eisenbahnbrücke stromabwärts – kostengünstiger sei. Oktoberrevolution und Russischer Bürgerkrieg machten die Umsetzung zunächst wieder unmöglich, bevor nach Erörterung weiterer Varianten – so wurden auch verschiedene Tunnelvarianten vorgeschlagen – 1926 endlich die Vorarbeiten zum Bau einer stromabwärts gelegenen Eisenbahnbrücke starteten. Der eigentliche Bau begann 1930, und am 17. Mai 1935 wurde die etwa 1700 m lange Brücke dem Verkehr übergeben.
Damit stellte auch die von der Rjasan-Ural-Eisenbahngesellschaft seit 1896 betriebene Eisenbahnfährlinie ihren Verkehr ein.

## Brücke von 1965

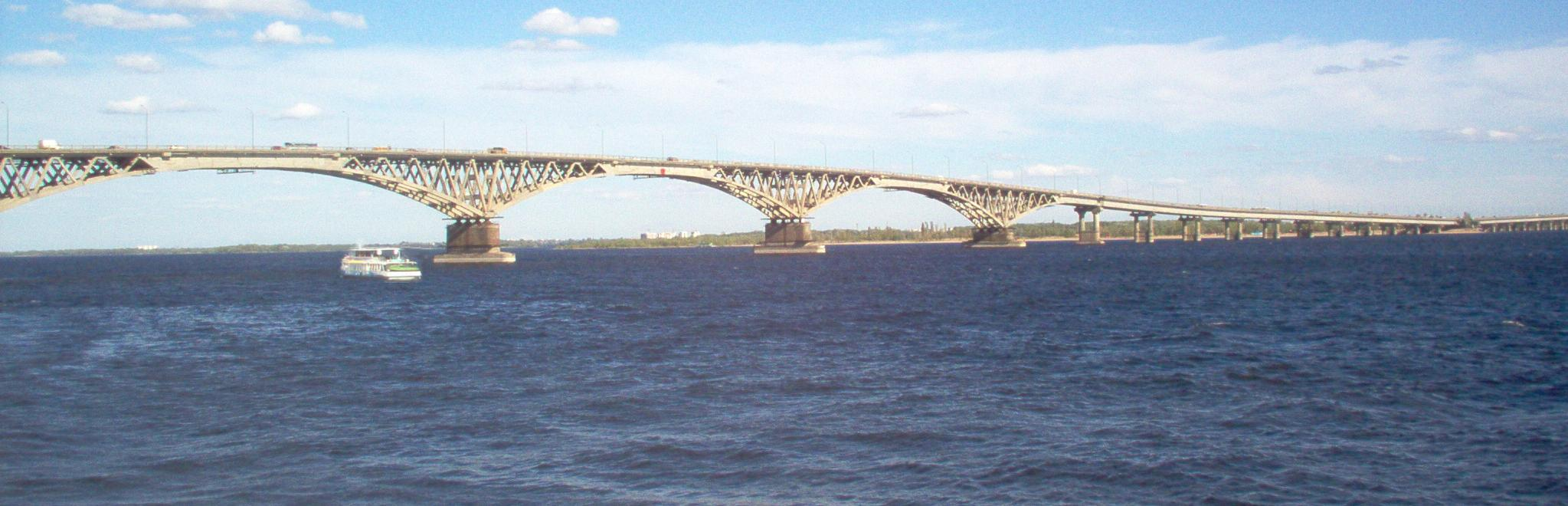
Brücke von 1965 über die Wolga

Die Brücke überquert die Wolga etwa an ihrer schmalsten Stelle und verbindet die Städte Saratow und Engels jeweils zentrumsnah. Die Brücke quert etwa 1 km vor dem Ufer von Engels eine kleine, unbebaute Insel, welche von den Bewohnern beider Städte im Sommer intensiv als Badestrand und Erholungsgebiet genutzt wird.
Das Dekret über den Entwurf und den Bau der Brücke wurde 1956 unterzeichnet. Die Planung wurde unter der Leitung von V. M. Iodzevich vom Institut Giprotransmost 1958 abgeschlossen. Im gleichen Jahre begann OAO „Wolgomost“ – Brückenbau Nr. 8 mit den Bauarbeiten. 1965 wurde die Brücke fertiggestellt.
Die 15 m breite Straßenbrücke ist derzeit für drei Fahrspuren eingerichtet. Bis Mitte März 2004 war die Brücke elektrifiziert und wurde von Trolleybussen der Linie 9 (Bahnhof Saratow I–Engels, Leninplatz) bedient. Heute wird der öffentliche Nahverkehr zwischen den beiden Städten mit Omnibussen der Linie 284 sichergestellt. Diese Linie verbindet vom Saratower Hauptbahnhof kommend das Zentrum Saratows mit dem Zentrum der Stadt Engels. Auf Saratower Seite befindet sich an der Brückenauffahrt eine zentrale Bushaltestelle für die Trolleybuslinie 1 (Bahnhof Saratow I–Uliza Chwesina), Autobuslinien und Marschrutkas.

### Konstruktion
In Russland wurden in den frühen 1960er Jahren eine Reihe von Spannbetonbrücken gebaut, deren größte die Brücke von Saratow ist.
Der schiffbare Teil des Stroms vor dem Saratower Ufer wird von einer 710 m langen Auslegerbrücke mit Pfeilerachsabständen von 106 + 166 + 166 + 166 + 106 m überbrückt. Die restliche Strecke besteht aus Plattenbalkenbrücken mit Pfeilerachsabständen von 70,2 m und 20 m. Die vier Pfeiler mit den Kragarmen aus Spannbeton-Fachwerk wurden an Land hergestellt. Anschließend wurden die über 5000 t schweren Teile an ihre Position im Strom eingeschwommen.

## Neue Brücke

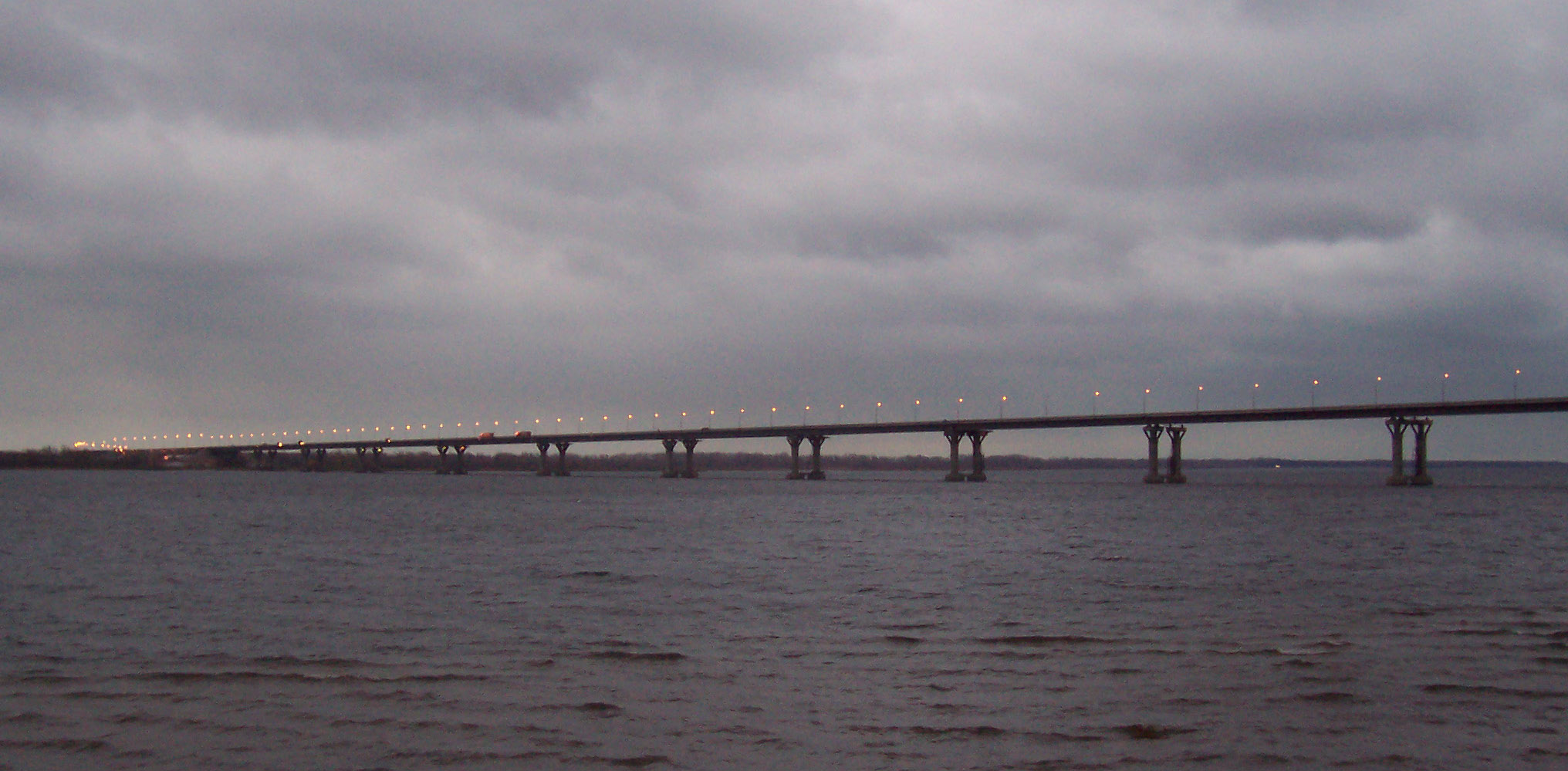
Neue Wolgabrücke bei Pristannoje

Am 16. Dezember 2000 wurde etwa 15 Kilometer nordöstlich (flussaufwärts) der alten Brücke beim Dorf Pristannoje der erste Bauabschnitt der Neuen Brücke von Saratow mit einem Fahrstreifen pro Richtung in Betrieb genommen. Sie ist Teil der neuen weiträumigen Umgehungsstraße um Saratow und Engels. Die Brückenpfeiler und Dämme sind für einen Ausbau zur vierspurigen Autobahn ausgelegt, der im Oktober 2009 fertiggestellt wurde.